# Provinciale weg 62
Provinciale weg N62 is als regionale stroomweg een belangrijke noord-zuidverbinding in de provincie Zeeland. De N62 loopt van snelweg A58 nabij Goes, via het havengebied Vlissingen-Oost en de Westerscheldetunnel naar Terneuzen en vervolgens naar de Belgische grens waar hij overgaat in de N423. De weg is over de gehele lengte een autoweg. Aan grote delen van de 41 km lange weg is tot en met 2019 gewerkt om deze in zijn geheel 2×2-strooks en ongelijkvloers te maken. Daarbij heeft de N62 nog een tweede tunnel gekregen, namelijk de Sluiskiltunnel onder het kanaal van Gent naar Terneuzen.
Hoewel het nummer N62 in het nummeringsschema voor rijkswegen past, is de weg geheel in het beheer bij de provincie. Daarbij wordt de Westerscheldetunnel beheerd door een eigen exploitatiemaatschappij, die de provincie in 2009 van het rijk overnam. In 2033 wordt dit beheer en eigendom overgebracht naar rijkswaterstaat.

## Geschiedenis
De aanleg van de 6,6 km lange Westerscheldetunnel en de tolweg ernaartoe, tussen 1997 en 2003, was voornamelijk een zaak van de rijksoverheid, met een aandeel van ruim 95% in de N.V. Westerscheldetunnel. Toen de weg door de tunnel in 2003 voor het verkeer werd opengesteld, kreeg deze het wegnummer N62. Om tot een samenhangende noord-zuidverbindingsroute door de tunnel te komen, werden een aantal wegnummers gewijzigd. In het noorden werd de N254 van Nieuwdorp tot de A58 omgenummerd naar N62. Ten zuiden van de tunnel volgt de weg het traject van rijksweg 61 naar het oosten, en werd gekozen voor een dubbelnummering. Vanaf Terneuzen vervolgt de N62 zijn weg naar het zuiden over de voormalige N253 langs Axel en Sas van Gent. Een plan om in plaats van deze route een nieuw zuidwaarts wegdeel naar Gent aan te leggen, ten westen van het kanaal, werd in 2004 door Provinciale Staten verworpen.

## Stroomwegfunctie
Hoewel de weg in de Westerscheldetunnel van meet af aan 2×2 rijstroken bezat (twee tunnelbuizen met ieder twee rijstroken), hadden de toeleidende wegen eerst slechts enkele rijstroken. Kruisingen waren wel reeds ongelijkvloers. Na de overdracht van de tunnel en weg aan de provincie Zeeland in 2009, besloot deze om van bijna de gehele N62 een 2×2-strooks ongelijkvloerse stroomweg te gaan maken. De vergelijking met een autosnelweg werd daarbij gemaakt. Als eerste werd de Westerscheldetunnelweg naar 2×2 rijstroken verdubbeld in 2011 en 2012. Werkzaamheden om de Sloeweg tussen de A58 en de aansluiting op de tolweg / N254 te verdubbelen, namen in 2014 hun aanvang. Beide aansluitingen zijn ingrijpend vernieuwd. In 2017 en 2018 werd het gedeelte tussen Terneuzen en de Belgische grens verdubbeld en ongelijkvloers gemaakt. Als laatste volgde op 30 september 2019 de opening van het knooppunt Drie Klauwen met de N254, waardoor de N62 volledig ongelijkvloers werd.

## Sluiskiltunnel en nieuwe aansluitingen
De 1×2-strooks draaibrug bij Sluiskil over het Kanaal van Gent naar Terneuzen staat gemiddeld 23 keer per dag open en is een knelpunt voor het weg- en waterverkeer. De geopende brug kan voor lang oponthoud zorgen vanwege passerende zeeschepen in het kanaal naar de haven van Gent. Daarom is ten zuiden van de brug een tunnel voor auto- en vrachtverkeer onder het kanaal gebouwd, de Sluiskiltunnel. De N62 kreeg zodoende een geheel nieuw, eigen tracé van de Westerscheldetunnelweg naar de Tractaatweg. De dubbelnummering van de N61 en N62 langs Terneuzen is daarmee opgeheven.

De aansluiting op de twee genoemde wegen is door middel van nieuwe ongelijkvloerse aansluitingen. Als onderdeel van het project is in 2013 de rotonde tussen de Westerscheldetunnelweg en de N61 naar Hoek vervangen door een nieuwe ongelijkvloerse aansluiting: aansluiting Axelsche Gat. De draaibrug bij Sluiskil blijft in gebruik voor fietsers, treinverkeer en bestemmingsverkeer, en als doorgaande verbinding tussen de N61 en de N290. En ook als uitwijkroute voor de Sluiskiltunnel.

## Tractaatweg (Terneuzen - Belgische grens)
In 2017 is gestart met de werkzaamheden voor de verdubbeling van de N62 tussen Terneuzen en de Belgische grens. Dit was het laatste gedeelte van de N62 met 1×2 rijstroken en gelijkvloerse aansluitingen. Op 31 oktober 2018 werd het nieuwe weggedeelte voor het verkeer vrijgegeven. Hierdoor heeft de N62 volledig 2×2 rijstroken vanaf de A58 tot aan de grens bij Zelzate. 

## Aantal rijstroken

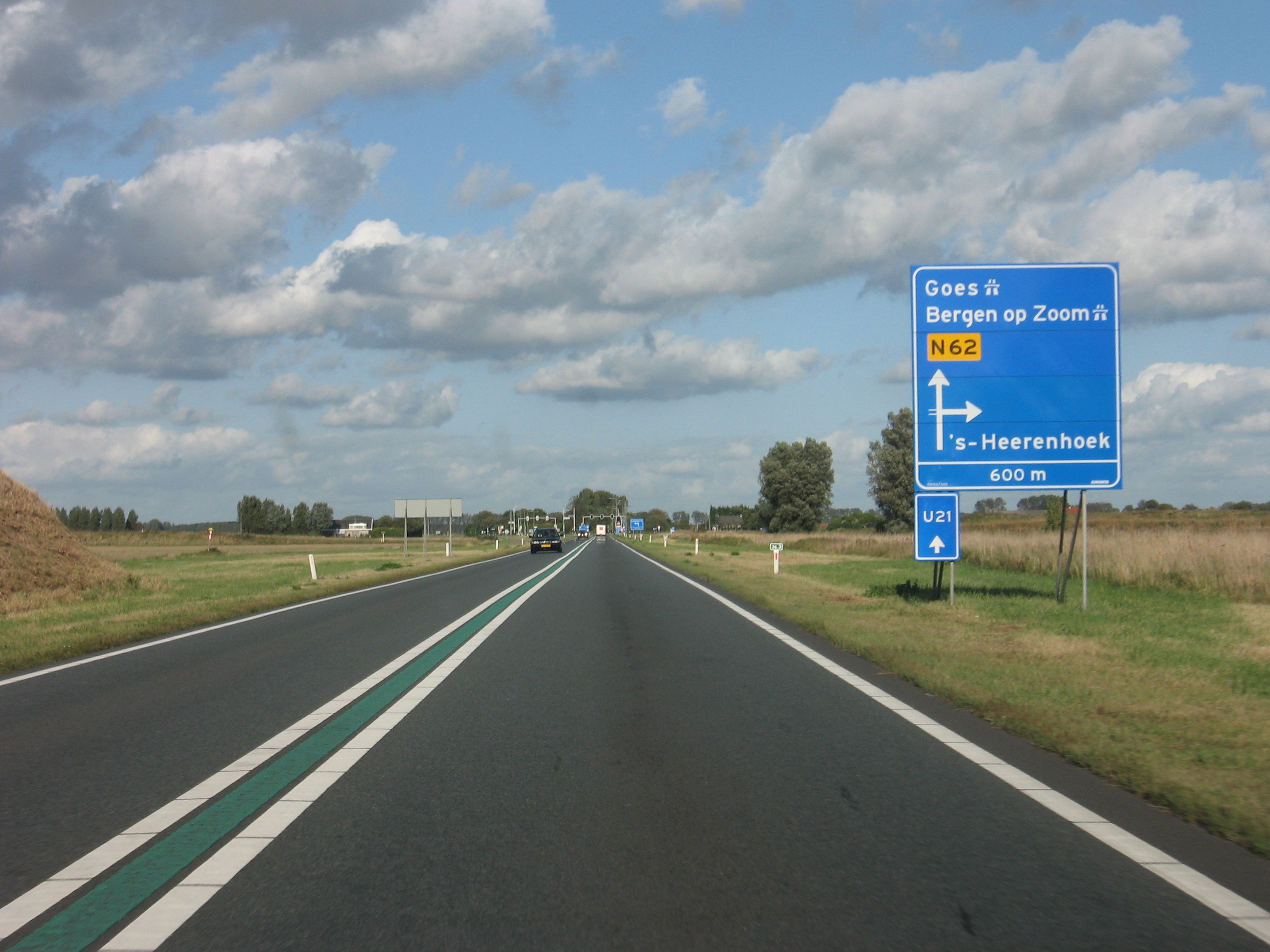
De Sloeweg, het noordelijkste deel van de N62 vanaf de A58, was in 2014 nog enkelbaans

| Traject                                     | Rijstroken | Lengte |
| ------------------------------------------- | ---------- | ------ |
| knooppunt Stelleplas A58 - grens met België | 2×2        | 41 km  |